# Grønlandstraktaten (1984)
 For alternative betydninger, se Grønlandstraktaten. (Se også artikler, som begynder med Grønlandstraktaten)
Grønlandstraktaten er en traktat fra 1984 imellem EF's medlemsstater vedrørende Grønlands udtrædelse af De Europæiske Fællesskaber og Grønlands nye forhold til fællesskaberne. Traktaten trådte i kraft den 1. januar 1985 og udmeldte Grønland af EF med virkning fra 1. februar samme år. Traktaten var en følge af Grønlands folkeafstemning om EF-medlemskab i 1982, hvor et flertal af grønlænderne stemte for at forlade EF.

## Formål og baggrund
Traktaten skabte rammerne for Grønlands udtrædelse og ændrede i EF's tidligere traktater; som sådan er Grønlandstraktaten en integreret del af EU's traktatgrundlag. I modsætning til Færøerne, der aldrig har været en del af EF og EU, blev Grønland indmeldt i EF som en del af Danmarks Rige, da Danmark indtrådte den 1. januar 1973, selvom et flertal af grønlænderne havde stemt nej ved folkeafstemningen om Danmarks optagelse i EF i 1972. Grønlands beslutning om at forlade EF blev truffet efter indførelsen af Grønlands Hjemmestyre i 1979.
Ønsket om udmeldelse skyldtes bl.a. spørgsmålet om fiskerirettigheder. Fiskeriet og udnyttelsen af havressourcerne er behandlet i en protokol, der er knyttet til traktaten. Protokollen fastlægger, at EØF-medlemslandene vil importere fiskeriprodukter fra Grønland uden importtold under betingelse af, at europæiske fiskere opnår tilfredsstillende adgang til at fiske i grønlandsk farvand.
Ved Grønlandstraktaten blev Grønland udmeldt af Det Europæiske Kul- og Stålfællesskab, EKSF (traktatens artikel 1) samt af Det Europæiske Atomenergifællesskab, Euratom (art. 5). Grønland udtrådte også af Det Europæiske Økonomiske Fællesskab, EØF, men blev i stedet defineret som hørende til gruppen af oversøiske lande og territorier (art. 3 og 4).